# Teodor de Bizanci
Teodor de Bizanci, en llatí Theodorus Byzantinus, en grec antic Θεόδωρος ό Βυζάντινος, fou un retòric i advocat nascut a Bizanci.
És esmentat per Plató, del que fou contemporani, una mica despectivament al Fedre. Hauria escrit un tractat de retòrica, ja que Plató parla de les subdivisions minúscules d'una oració que fa Teodor. Ciceró diu que era excel·lent en la teoria, però no en la pràctica.
Dionís d'Halicarnàs el considera antiquat, poc acurat i superficial. L'esmenten Quintilià i Diògenes Laerci i Suides diu que va escriure:  Κατὰ Ἀνδοκίδου, Contra Andocidem, Κατὰ Θρασυβούλου, Contra Thrasybulum i altres obres, totes perdudes. Diògenes Laerci parla d'un altre Teodor, però no diu el seu lloc de naixença.